# Castillon (Calvados)
Castillon è un comune francese di 359 abitanti situato nel dipartimento del Calvados nella regione della Normandia.

## Società

### Evoluzione demografica
Abitanti censiti